# André Delmas (haut fonctionnaire)
Pour les articles homonymes, voir André Delmas et Delmas.
André Delmas (1917-2002) est un archiviste, un historien et un haut fonctionnaire français.

## Biographie
Né le 12 juin 1917 à Aurillac (Cantal), il est le fils de Jean, Victor Delmas, directeur d’usine, et de son épouse Jeanne née Labrunhie. Il effectue ses études au lycée Émile-Duclaux à Aurillac puis aux facultés des lettres et de droit de Paris, où il obtient les licences dans ces deux disciplines. 
Titulaire du diplôme de bibliothécaire, il obtient à l'École nationale des chartes en 1943 le diplôme d'archiviste paléographe avec une thèse intitulée « Gaillard, Jacques et Raoul Spifame, étude d'une famille au XVIe siècle » . 
Il est d'abord archiviste de la commune de Vanves (1941), puis archiviste départemental des Basses-Alpes (1943), à Digne. 
Il devient ensuite chef de cabinet du préfet des Hautes-Pyrénées (1947), puis de celui du Doubs (1952). Il est nommé sous-préfet de l'arrondissement de Sartène (1954), puis chef de cabinet du préfet de la Haute-Vienne (1955), avant de rejoindre les préfectures de Saône-et-Loire (1965), puis de l'Essonne (1967), comme secrétaire général,.
Son premier poste de préfet de plein titre est dans le Territoire de Belfort (1974). 
Le 20 octobre 1975, préfet hors cadre, il est nommé directeur central de la Sécurité publique à la direction générale de la police nationale,,. Delmas propose dans cette fonction de scinder l'administration de la police. Il est nommé en 1978, directeur central des polices urbaines, une nouvelle direction au sein du ministère français de l'intérieur. Cette nouvelle direction correspond à la volonté du ministre  Christian Bonnet de renforcer la politique de sécurité, de regrouper dans une direction spécifique les CRS, avec pour mission, pour André Delmas, de donner plus de cohérence à l'usage de ces compagnies et de développer des unités mobiles de sécurité et des îlotiers,.
En 1979, il est nommé président du Bureau d'études des postes et télécommunications d'outre-mer , puis est chargé de mission auprès de la Direction générale des Postes et Télécommunications, et auprès d'Yvette Roudy ministre des Droits de la femme (1981), puis du ministre des Postes et télécommunications Louis Mexandeau (1982).

## Décorations
- Officier de la Légion d'honneur (1976)[6]
- Commandeur de l'ordre national du Mérite (1982)[6]
- Officier de l'ordre des Palmes académiques[10]
- Officier de l'ordre du Mérite agricole[10]
- Chevalier de l'ordre de la Santé publique (1960)[11]
- Chevalier de l'ordre du Mérite social[10]
- Chevalier de l'ordre du Mérite touristique[10]
- Chevalier de l'ordre du Mérite sportif‎[10]

## Publications
- André Delmas, Les Seigneurs du Chambon de Ventadour, du XIVe au XVIe siècle, Bulletin de la Société des lettres, sciences et arts de la Corrèze, 1957-1959[12]
- André Delmas, Le pays de Terrasson pendant le Moyen Âge : confins du Périgord et du Limousin, Brive-la-Gaillarde, Société scientifique, historique et archéologique de la Corrèze, 1960
- André Delmas, Le pays de Terrasson : confins du Périgord et du Limousin : du temps de Charles VII à 1789, Brive-la-Gaillarde, Société scientifique, historique et archéologique de la Corrèze, 1965
- André Delmas, L'Église romane de Saint-Amand-de-Coly, Périgueux, Office départemental du tourisme de la Dordogne, 1970
- André Delmas, L'Abbaye de Saint-Amand-de-Coly en Périgord noir, préface de Jean Secret, Périgueux, Société historique et archéologique du Périgord, 1978[13]